# Карман, Эзра
Эзра Эйрс Карман (англ. Ezra Ayers Carman, 27 февраля 1834 — 25 декабря 1909) — американский военачальник, который командовал полком и бригадой в годы Гражданской войны в США. После войны был государственным служащим, военным историком и консультантом при создании национальных парков Энтитем и Чикамога, известен историческими трудами по истории Мэрилендской кампании.

## Ранние годы
Карман родился в 1834 году в Ок-Три в штате Нью-Джерси, и был старшим ребёнком в семье Меланхтона Фримана Кармана (1807–1884) и Анны-Марии Эйрс (1813–1898). Один из его младших братьев, Джеймс Либбенс, впоследствии служил с ним в 7-м Нью-Джерсийском полку в звании капитана. Эзра окончил Кентуккийский Военный Институт и Нэшвиллский университет и стал коммерсантом.
Кармон был женат первым браком на Луизе Салмон. В этом браке 5 августа 1857 года родился их сын Джон Карман, который умер в 1860 году.  Луиза умерла при родах 12 августа 1857 года. В 1858 году Карман переехал из Теннесси в Нью-Джерси и женился на Аде Салмон (1838–1916), сестре своей первой жены.

## Гражданская война
Когда началась Гражданская война, губернатор Нью-Джерси предложил ему место капитана 2-го Нью-Джерсийского полка, но Карман отказался, ссылаясь на плохое здоровье и семейные проблемы. 21 июля 1861 года он присутствовал на поле боя сражения при Булл-Ран, видел бегущие в панике войска, и это заставило его изменить своё решение и вступить в армию.
3 сентября 1861 года Эзра Карман вступил в 7-й Нью-Джерсийский пехотный полк в Нью-Арке (Нью-Джерси), и 19 сентября получил звание подполковника. Командиром полка был полковник Джозеф Ревир, внук Пола Ревира.
В марте 1862 года полк вошёл в состав бригады Самуэля Старра в дивизии Хукера, в III корпусе Потомакской армии. В апреле полк был отправлен на Вирджинский полуостров и 5 мая принял участие в сражении при Уильямсберге, где Карман командовал полком ввиду отсутствия Ревира и получил пулевое ранение правой руки.
8 июля 1862 года Карман получил звание полковника. Он сформировал 13-й Нью-Джерсийский пехотный полк. 25 августа полк был принял на службу в федеральную армию, а 31 августа его включили в Вирджинскую армию в дивизию Джорджа Грина, но уже через несколько дней Вирджинская армия была расформирована и полк оказался в бригаде Джорджа Гордона в составе XII корпуса Потомакской армии. Он командовал полком во время Мэрилендской кампании и в сражении при Энтитеме. Сражение стало первым испытанием для новобранцев 13-го Нью-Джерсийского, и Карман потом вспоминал, как прямо на поле учил их разворачиваться в линию, используя длинную ограду у леса Ист-Вуд.
Бригада Гордона в этом бою отражала атаку дивизии Худа на поле Миллера, но полк кармана стоял в резерве. Несмотря на это, Карман был вынужден по какой-то причине отправился в госпиталь, сдав командование подполковнику Свордсу.
В ноябре 1862 году Карман снова посетил Энтитемское поле боя, зарисовал карты местности и пообщался с местными жителями.
Впоследствии командование бригадой принял Томас Ружер и Карман командовал полком в сражении при Чанселорсвилле и сражении при Геттисберге. В июле 1863 года ему временно поручили бригаду из трёх полков которая была направлена на подавление нью-йоркского призывного бунта.
В конце 1863 года XII корпус был отправлен на запад на деблокаду Чаттануги, а в апреле 1864 года полк Кармана перевели в ХХ корпус Камберлендской армии. В составе этого корпуса карман прошёл все сражения Атлантской кампании. Во время марша Шермана к морю он возглавил бригаду 1-й дивизии корпуса. После взятия Саванны Карман был отправлен в Нэшвилл. Вероятно, это случилось из-за того, что ХХ корпус и особенно бригада Кармана позволили генералу Уильяму Харди уйти из Саванны.
13 марта 1865 года Карман получил временное звание бригадного генерала. 8 июня он был отправлен в почётную отставку.

## Послевоенная деятельность
После войны Карман стал госслужащим и с 1877 по 1885 год прослужил в Сельскохозяйственном департаменте и участвовал в написании работы "Special Report on the History and Present Condition of the Sheep Industry of the United States". Он так же выступал историческим экспертом при создании национального парка Энтитем (с 1894 года), и служил суперинтендантом национального парка Чикамога-Чаттануга.
Предположительно с 1894 года Карман начал работать над книгой по истории Мэрилендской кампании. Глава этой книги под названием «The Field of Antietam» оказалась особо ценной, поскольку помогла реконструировать поле боя много лет спустя. Он первым разделил Энтитемское сражение на три отдельные фазы, чем сформировал традиционный канон описания этого боя. Карман был исключительно внимателен к деталям, подробно описывая развёртывание полков, их численность и потери. Рукопись Кармана оказалась забыта и около ста лет пролежала в библиотеке Конгресса, и только в 2009 году Джозеф Пьерро издал её в виде трёхтомника.
Карман умер в Вашингтоне и был похоронен на Арлингтонском кладбище.